# 266465 Andalucia
266465 Andalucia è un asteroide della fascia principale. Scoperto nel 2007, presenta un'orbita caratterizzata da un semiasse maggiore pari a 3,1459819 UA e da un'eccentricità di 0,1561049, inclinata di 16,03365° rispetto all'eclittica.